# Monuments nationaux de Gacko
Cet article recense les monuments nationaux situés sur le territoire de la municipalité de Gacko en Bosnie-Herzégovine et dans la république serbe de Bosnie. La liste établie par la Commission pour la protection des monuments nationaux compte 4 monuments nationaux inscrits sur la liste principale et 15 monuments inscrits sur une liste provisoire.

## Monuments nationaux
| Monument                                | Localité   | Géolocalisation | Datation          | Commentaire éventuel                                  | Photo |
| --------------------------------------- | ---------- | --------------- | ----------------- | ----------------------------------------------------- | ----- |
| Église Saint-Nicolas de Srđevići        | Srđevići   |                 | Avant 1598        |                                                       |       |
| Mosquée d'Osman Pacha Kazanac à Kazanci | Kazanci    |                 | XVIIe siècle      | Site et vestiges                                      |       |
| Mosquée de Pridvorica                   | Pridvorica |                 | 1965-1967         | Site et vestiges                                      |       |
| Forteresse et Mosquée de Ključ          | Ključ      |                 | XVe siècle ; 1560 | Mosquée avec un harem et des tombes ; site historique |       |

## Liste provisoire
| Monument                                                                 | Localité             | Géolocalisation | Datation              | Commentaire éventuel | Photo |
| ------------------------------------------------------------------------ | -------------------- | --------------- | --------------------- | -------------------- | ----- |
| Ensemble architectural austro-hongrois d'Avtovac                         | Avtovac              |                 |                       |                      |       |
| Église de la Descente-de-l'Esprit-Saint de Gacko                         | Gacko                |                 |                       |                      |       |
| Église Saint-Dimitri de Domrke                                           | Domrke               |                 | Début du XIIIe siècle |                      |       |
| Église Saint-Nicolas de Dobrelji (Église de la Descente-du-Saint-Esprit) | Dobrelji             |                 |                       |                      |       |
| Église Saint-Nicolas de Miholjače                                        | Miholjače            |                 |                       |                      |       |
| Église Saint-Sava de Gareva                                              | Gareva               |                 |                       |                      |       |
| Église de la Sainte-Trinité de Gareva                                    | Gareva               |                 |                       |                      |       |
| Église Saint-Basile-d'Ostrog d'Avtovac                                   | Avtovac              |                 |                       |                      |       |
| Église de l'Ascension de Fojnica                                         | Fojnica              |                 |                       |                      |       |
| Maison à Miholjače                                                       | Miholjače            |                 |                       |                      |       |
| Nécropoles de Velika grebenica (1 et 2)                                  |                      |                 | Moyen Âge             | Avec des stećci      |       |
| Site archéologique de la grotte de Ružina                                | Pusto polje, Mandići |                 | Préhistoire           |                      |       |
| Tombe romaine à Gračanica                                                | Gračanica            |                 |                       | Stèle                |       |
| Tombe romaine de Glavica-Lipnik                                          | Avtovac              |                 |                       |                      |       |
| Chaire du juge                                                           | Hercegovo vrelo      |                 |                       |                      |       |